# I falchi
I falchi (Magasiskola) è un film del 1970 diretto da István Gaál, vincitore del Premio della giuria al 23º Festival di Cannes.

## Riconoscimenti
- 1970 - Festival di Cannes
  - Premio della giuria